# Jefim Litwinowski
Jefim Władimirowicz Litwinowski; j. ros. Ефим Владимирович Литвиновский (ur. 25 maja 1921 w Smile, zm. 1993 w Kujbyszewie) – radziecki żołnierz i partyzant pochodzenia żydowskiego, uczestnik powstania i masowej ucieczki więźniów z obozu zagłady w Sobiborze.

## Życiorys
W 1921 jego rodzina przeprowadziła się do Samary, gdzie przeżyli dwie fale głodu w latach 20. i 30. XX wieku. Mając 14 lat został sierotą. Po ukończeniu siedmiu klas szkoły podstawowej rozpoczął naukę w zawodzie fryzjera. W 1939 został powołany do Armii Czerwonej. Po agresji III Rzeszy na ZSRR w 1941 został skierowany na front i dostał się do niewoli niemieckiej. Osadzono go w obozie pracy SS w Mińsku, a we wrześniu 1943 jako Żyd został deportowany do obozu zagłady w Sobiborze na terenie okupowanej Polski. Był członkiem grupy czerwonoarmistów skupionej wokół Aleksandra Pieczerskiego, który był współorganizatorem powstania i masowej ucieczki więźniów Sobiboru. Po ucieczce z obozu ukrywał się w lesie, a następnie działał w oddziałach partyzanckich wchłoniętych później przez regularną armię radziecką.
W 1944 został ranny w ramię i skierowany do szpitala w Kujbyszewie. W mieście tym mieszkał i pracował do końca życia. Miał żonę i córkę.
25 maja 2019 roku w Samrze na domu w którym mieszkał, została odsłonięta tablica pamiątkowa poświęcona jego osobie. Od 2020 jest również patronem ulicy w części wiejskiej osady Łopatino (obwód samarski).